# Capillipedium longisetosum
Capillipedium longisetosum är en gräsart som beskrevs av Norman Loftus Bor. Capillipedium longisetosum ingår i släktet Capillipedium och familjen gräs.
Artens utbredningsområde är Thailand. Inga underarter finns listade i Catalogue of Life.